# Aeroportul Capitan Fuentes Martinez
Aeroportul Capitan Fuentes Martinez (IATA: WPR, ICAO: SCFM) este un aeroport din Provincia Tierra del Fuego, Argentina ce deservește zona Porvenir. Aeroportul a fost tranzitat în 2022 de 3.503 pasageri.
Situat la o altitudine de 27 m, aeroportul dispune de o singură pistă.